# Händelö gård
Händelö gård är en herrgård på Händelö i Norrköping. Gården, och tidigare under medeltiden gårdarna, har en lång historia och nämns med olika namn i kända källor för första gången i ett gåvobrev från år 1322 då Ingegärd Svantepolksdotter övertog ön. Byggnader på ön brändes ner av ryssar under Stora nordiska kriget år 1719, och den nutida byggnaden uppfördes 1850.

## Historia
Det är okänt hur Ingegerd Svantepolksdotter (dotter till Svantepolk Knutsson) blev ägare till ön Händelö i dåvarande Lösings härad, men hon anges som ägare 1320, utfärdar brev där 30 maj 1322, och hon skriver sig till Händelö 1345 (dominam Ingegerdim de hendelö). Händelö ärvdes till hennes dotter Birgitta Matsdotter (Hjorthorn, Törne Matssons ätt), till dennas sondotter Birgitta Magnusdotter (Porse), död barnlös 1450 i Vadstena. Birgitta Magnusdotter hade ärvt Händelö genom bakarv från Magnus Porses kusin Ingegerd Larsdotter (Sparre av Aspnäs), dotter till Lars Karlsson (Sparre av Aspnäs) i dennes gifte med Birgitta Matsdotter (Hjorthorn, Törne Matssons ätt), änka efter Arvid Kettilsson (Gren), och Ingegerd Larsdotter var alltså Ingegerd Svantepolkdotters dotters dotterdotter. Birgitta Magnusdotter (Porse) överlevde sina makar och barn och med henne utslocknade ätten Porse, vilket förorsakade en komplicerad arvsituation, vilken har utretts av flera historiker, först av Karl Henrik Karlsson i Personhistorisk tidskrift.
Via Birgitta (Porse)s mors syskon, som tillhörde Sandbroätten ärvdes Händelö till ätten Natt och Dag, och via Märta Lydekadotter (Stralendorp) på Venngarn (1452), till ätten Banér. Birgitta Isaksdotter (Banér) var i sitt andra gifte med väpnaren och häradshövdingen i Hammarkind Birger Nilsson till Fyllingarum (Sparre av Fyllingarum) (död efter 1469), och Händelö ärvdes 27 oktober 1469 av deras tre barn: Nils, Gertrud och Margareta (Sparre av Fyllingarum):
| ”            | Birger Nilsson, häradshövding i Hammarkinds härad, delar det arv som hans barn fått efter fru Märta till Vänngarn, nämligen stora gården i Händelö. Båda hans mågar ville komma i besittning av detta gods, varför han löste frågan genom att ge sin dotter Margareta den västra gården. | „ |
| – sdhk_29007 | |   |

Margareta Birgersdotter (Sparre av Fyllingarum) (död mellan 1469 och 1476) ärvde den västra gården på ön, vilken senare kom att kallas Västerby (och senare Västerbyholm) används av maken Joakim Björnsson (Västerbyätten) som sätesgård, och hans medeltida frälseätt benämns från denna västra gård idag Västerbyätten.
Deras andra dotter, Gertud Birgersdotter (Sparre av Fyllingarum) var omkring 1470 med riddaren Erland Peterson (Bååt), som 1474 skriver sig till Händelö, när han skiftar jord med sina två svågrar:
| ”            | Erland Petersson, riddare, i Händelö skiftar arv med Joakim Björnsson i Västerby och Nils Birgersson i Fyllingarum, varvid Erland får Fituna m.m. | „ |
| – sdhk_29947 | |   |

Gertud Birgersdotter (sparre) och Erland Peterson (Bååt) ärvdes av deras son som 1524 skrev sig Henrik Erlandsson i Fyllingarum.
Från ätten (Sparre av Fyllingarum) ärvdes alltså gården inom ätterna Västerbyätten och Bååt, vidare till Liljesparre, Bielke af Åkerö, åter till Banér och vidare till Thott, och Lilliehöök.
Liksom hela Norrköping brändes Händelö gård ner av ryssar under Stora nordiska kriget år 1719.
Händelö gård vandrade mellan kungliga och flera adliga ätters ägo fram till 1789 då redaren och grossisten Christian Eberstein övertog gården. En ny gård återuppbyggdes 1850 av familjen Sperling som ägde gården vid den här tiden.
1874 köptes den av textilmagnaten Herman Wahren, efter hans död behöll änkan Emelie egendomen fram till år 1901, då den övergick till Norrköpings stad.
Norrköpings stad (och senare kommun) arrenderade ut marken fram till år 1986, mellan 1986 och 1999 var här behandlingshem för drogmissbrukare. Sedan 1999 har byggnaderna stått tomma och ägorna har fått växa igen. Stora delar av ägorna är i dag övertagna av industrier och logistikföretag, här ligger till exempel Pampushamnen, Händelöverket och Agroetanol. Gårdsbyggnaderna ska i framtiden användas för ett miljötekniskt centrum.